# Balfron Tower
Balfron Tower – wysokościowy, 27-kondygnacyjny blok mieszkalny we wschodnim Londynie (Wielka Brytania), w gminie Tower Hamlets, w dzielnicy Poplar. Budynek w stylu brutalistycznym, wzniesiony w latach 1965–1967 według projektu węgierskiego architekta Ernő Goldfingera, jest zabytkiem klasy II*.

## Historia
Budynek stanowi część osiedla mieszkalnego Brownfields (pierwotnie Rowlands Street), zbudowanego w latach 1965–1976 z inicjatywy rady hrabstwa Londynu (London County Council), która zatwierdziła jego budowę w 1959 roku. Jest to największa z budowli na tym osiedlu, na którym znajdują się także dwa niższe bloki mieszkalne o spójnym stylu architektonicznym – Carradale House (ukończony w 1968) i Glenkerry House (1975), a także kilka innych, mniejszych budynków mieszkalnych i użyteczności publicznej. Pierwotnymi mieszkańcami Balfron Tower były rodziny przesiedlone z domów wyburzonych w związku z rozbudową infrastruktury drogowej u wlotu do znajdującego się nieopodal tunelu Blackwall Tunnel.
Goldfinger mieszkał w jednym z lokali przez dwa miesiące w 1968 roku. Wykorzystał ten czas do zapoznania się z opiniami lokatorów na temat zaprojektowanej przez siebie budowli. Doświadczenia te posłużyły mu podczas projektowania Trellick Tower, innego, większego bloku mieszkalnego o mocno zbliżonej formie, wzniesionego w 1972 roku w zachodnim Londynie.
Od początku istnienia budynek przeznaczony był pod mieszkania socjalne. Jego pierwotnym właścicielem była rada Wielkiego Londynu (Greater London Council), a po jej rozwiązaniu w 1986 roku – rada gminy Tower Hamlets. W latach 80. i 90. XX wieku budynek popadł w zaniedbanie, nagminne były akty wandalizmu, duże problemy w obrębie budynku stwarzała narkomania i przestępczość. Budynek posłużył za plan zdjęciowy w filmie postapokaliptycznym 28 dni później (2002).
W 2007 roku budynek przekazany został, za aprobatą najemców, spółdzielni mieszkaniowej, która podjęła się jego gruntownej renowacji. W 2010 roku najemcy zostali zobligowani do opuszczenia swoich lokali, otrzymując w zamian do dyspozycji lokale zastępcze. Ostatecznie mieszkania zostały wystawione na sprzedaż, a przychody z tego tytułu posłużyły do sfinansowania prac remontowych. Sześć mieszkań przywróconych zostało do stanu zbliżonego do tego z lat 60. XX wieku, pozostałe poddano modernizacji. Sam budynek stał się przedmiotem gentryfikacji.
W 1996 roku Balfron Tower wpisany został do rejestru zabytkowych budynków jako obiekt klasy II, w 2015 roku podniesiony do klasy II*.

## Opis konstrukcji
Na konstrukcję budynku składają się dwie prostopadłościenne bryły, połączone ze sobą dziewięcioma łącznikami. Wysokość budynku wynosi 84 m. Mieszkania znajdują się w głównej (południowej) bryle budynku, rozmieszczone na 26 kondygnacjach, od parteru wzwyż. Łącznie w budynku jest ich 146, w tym 136 jednopoziomowych 2- i 3-pokojowych oraz 10 dwupoziomowych 4- i 5-pokojowych. Na każdym z pięter znajduje się 6 mieszkań. Mieszkania dwupoziomowe znajdują się na parterze i 1. piętrze oraz piętrach 14. i 15. Balkony znajdują się na zachodniej i południowej elewacji budynku; posiada je każde z mieszkań na piętrach. Mieszkania parterowe mają ogród. Na co trzecim piętrze, począwszy od parteru, wzdłuż wschodniej ściany budynku biegnie korytarz, który pozwala na dostęp do mieszkań na danym piętrze oraz dwóch sąsiednich piętrach. Każdy z korytarzy prowadzi, poprzez łącznik, do wieży północnej, gdzie znajdują się windy oraz klatka schodowa. Dodatkowa klatka schodowa znajduje się po stronie południowej głównego bloku. W wieży północnej znajdują się także zsyp na śmieci oraz pomieszczenia wspólne (pralnie, różnego rodzaju sale rekreacyjne), na ostatnim piętrze mieściła się pierwotnie kotłownia. Główne wejście do budynku znajduje się w wieży północnej, od strony zachodniej. Poniżej parteru znajduje się garaż podziemny oraz dostęp dla pojazdów komunalnych. Podczas renowacji na początku XXI wieku na dachu budynku utworzony został ogród.

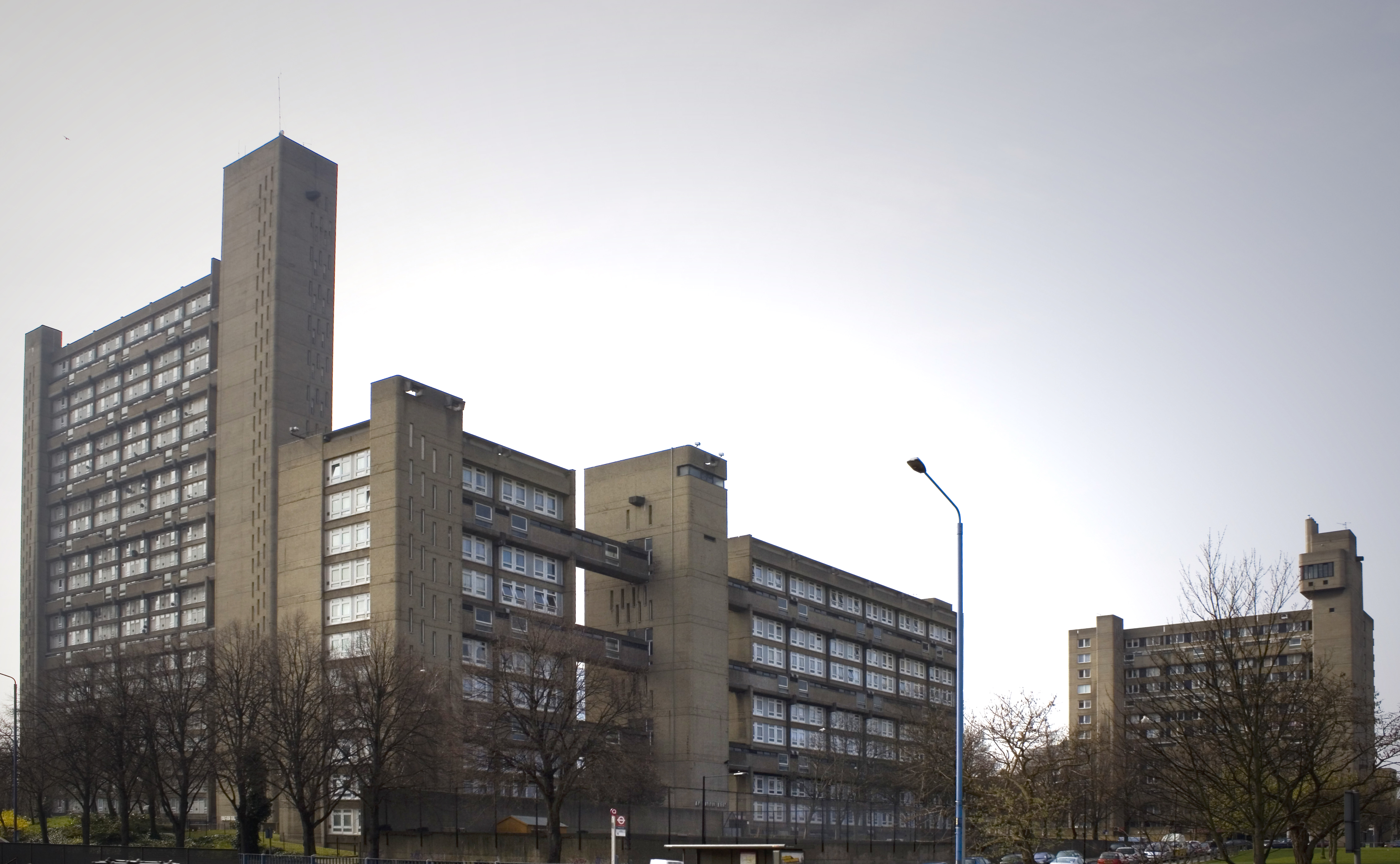
Główne budynki osiedla mieszkalnego Brownfields – (od lewej do prawej) Balfron Tower, Carradale House i Glenkerry House
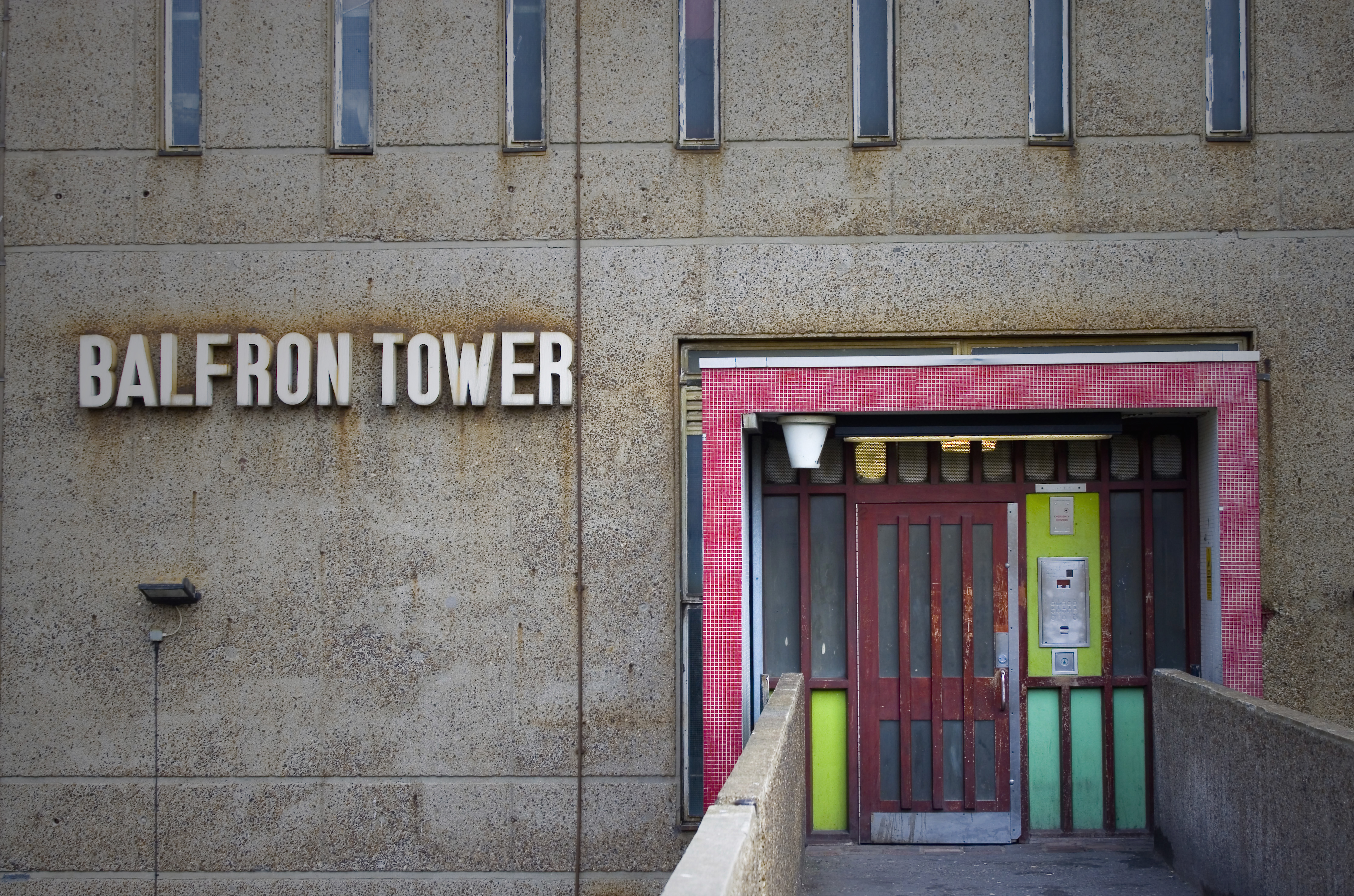
Główne wejście do budynku (2011 r.)
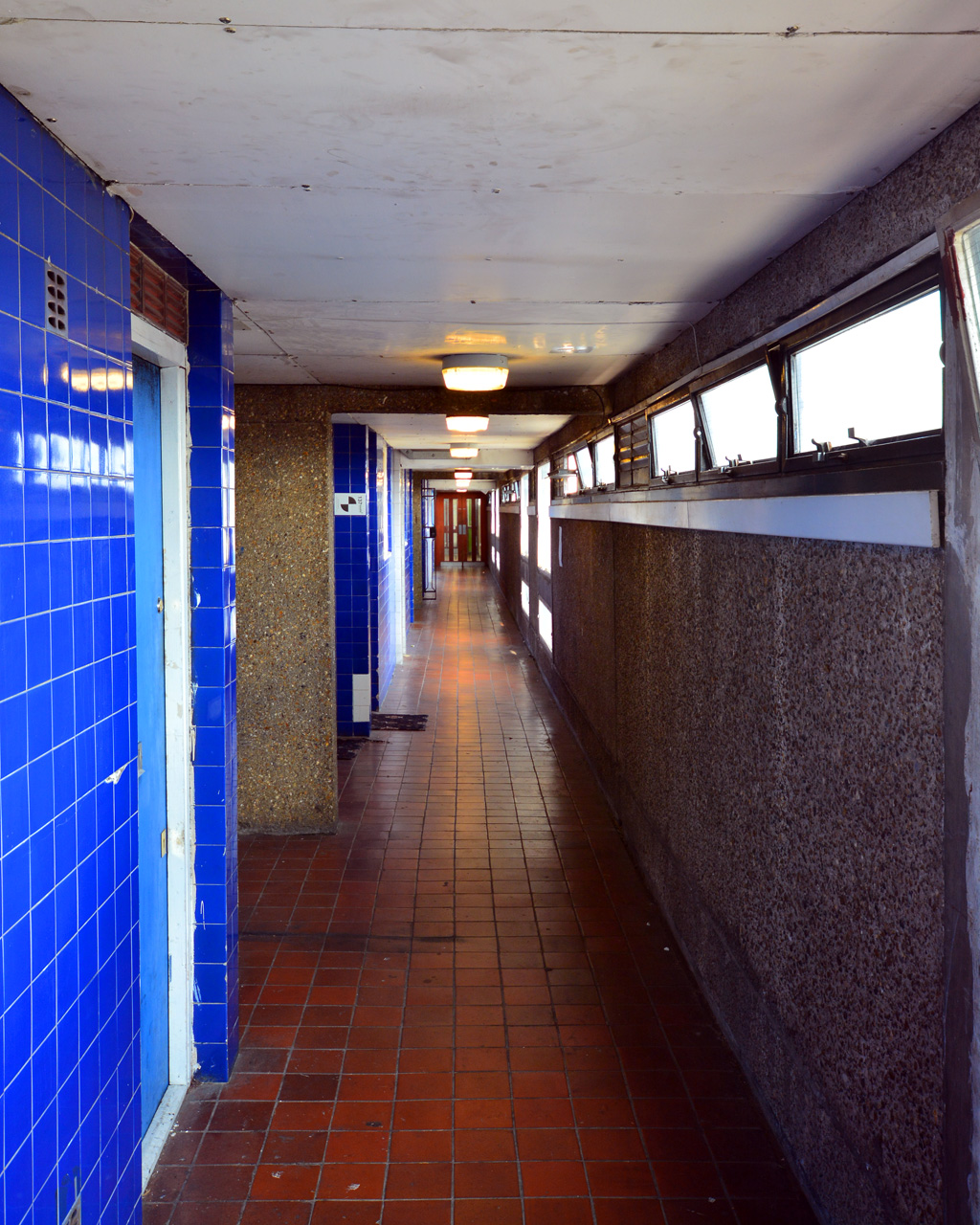
Jeden z korytarzy budynku (2014 r.)
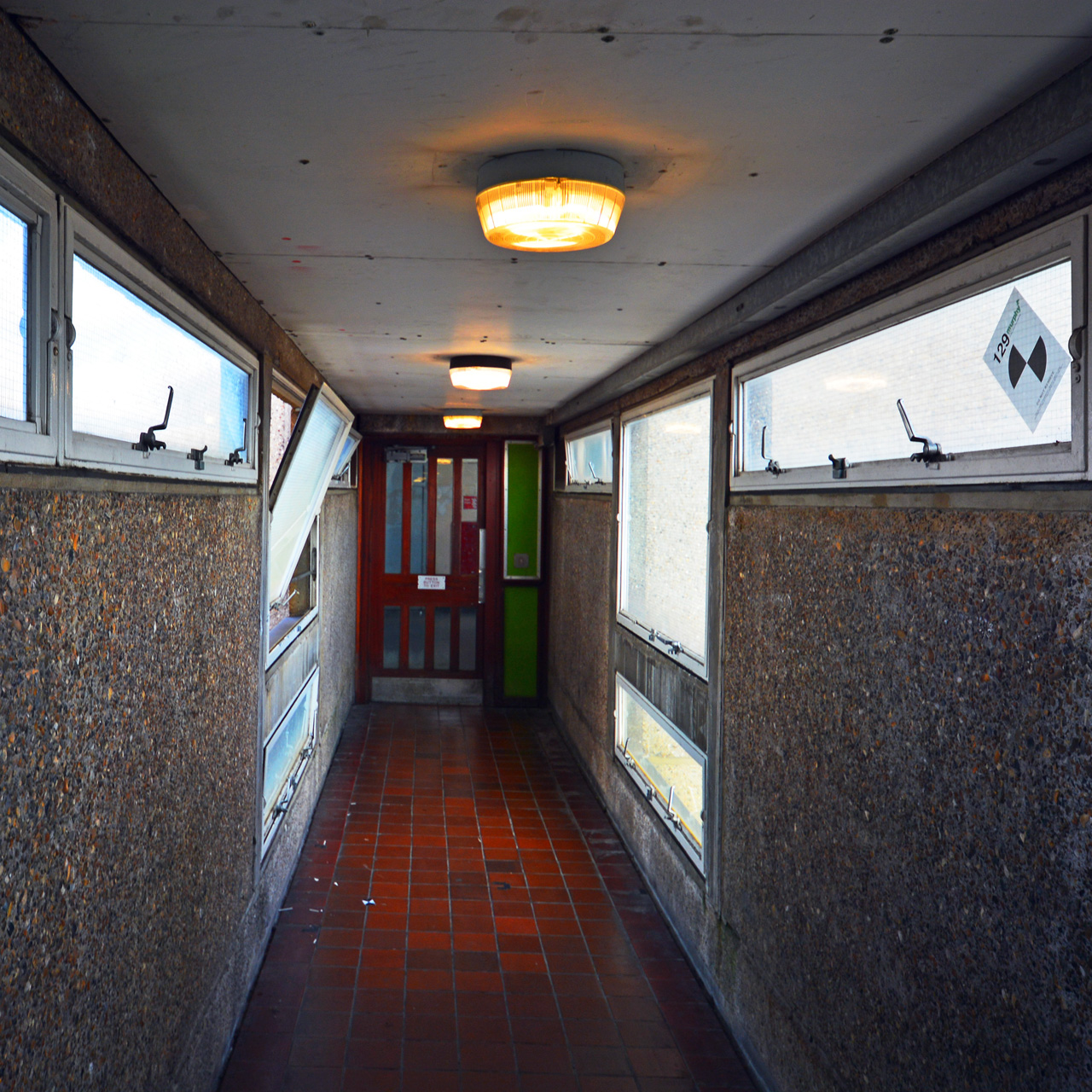
Wnętrze jednego z łączników pomiędzy głównym blokiem a wieżą północną (2014 r.)
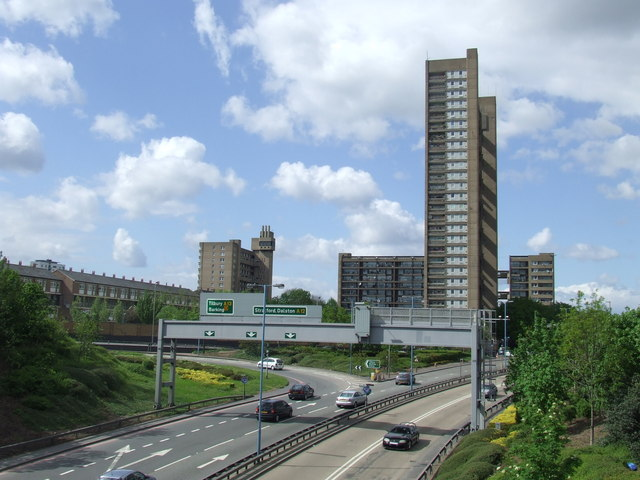
Balfron Tower widziany od strony południowej